# Kamov Ka-20
Kamov Ka-20 (tên mã NATO Harp) là một mẫu thử trực thăng 2 động cơ của Liên Xô, do phòng thiết kế Kamov thiết kế chế tạo, từ Ka-20 đã dẫn tới họ trực thăng Ka-25.